# Menemerus carlini
Menemerus carlini är en spindelart som först beskrevs av George William Peckham och Elizabeth Maria Gifford Peckham 1903.  Menemerus carlini ingår i släktet Menemerus och familjen hoppspindlar. Inga underarter finns listade i Catalogue of Life.